# رالی سوئد ۲۰۲۲
رالی سوئد ۲۰۲۲ (همچنین به عنوان رالی سوئدی ۲۰۲۲ شناخته می‌شود) یک رویداد اتومبیل رانی برای خودروهای رالی بود که طی چهار روز بین ۲۴ و ۲۷ فوریه ۲۰۲۲ برگزار شد. این رویداد شصت و نهمین دوره مسابقات رالی سوئد و دومین دور از مسابقات رالی قهرمانی جهان ۲۰۲۲، مسابقات قهرمانی رالی جهان ۲ و مسابقات قهرمانی رالی جهان ۳ بود. رویداد سال ۲۰۲۲ در شهر اومئو، در شهرستان وستربوتن برگزار شد. این رالی قرار بود در مجموع مسافت رقابتی ۳۰۳٫۷۴ کیلومتر (۱۸۸٫۷۴ مایل) طی کند، اما قبل از شروع رویداد به دلیل حرکت غیرمنتظره گوزن شمالی در منطقه اورترسکبه این رویداد به مسافت ۲۶۴٫۸۱ کیلومتر (۱۶۴٫۵۵ مایل) کوتاه شد.